# マイン・ランの戦い
マインランの戦い（マインランのたたかい、英: Battle of Mine Run, Payne's Farm, New Hope Church, Mine Run Campaign）は、南北戦争の1863年11月27日から12月2日にかけて、バージニア州オレンジ郡で行われた戦闘である。北軍ポトマック軍の指揮官ジョージ・ミード少将は、南軍ロバート・E・リー将軍の北バージニア軍を破ろうとして不成功に終わった。この戦いはみせかけの戦闘開始と損失が少ないことに特徴があり、この年の東部戦線の終わりを告げた。

## 背景
7月のゲティスバーグの戦い後、リーはポトマック川を越えてバージニア州に撤退した。ミードはリー軍を攻撃的に追撃せず打ち破ることができなかったために多くの者から批判された。これを正すためにその秋にバージニアでの新しい攻撃作戦を考えた。最初の試みはブリストー方面作戦と呼ばれる10月と11月の一連の戦いであり、決着が付かなかった。
11月遅く、ミードはスポットシルバニアの荒野を密かに通り、ラピダン川の南にいる南軍の右翼を衝こうと試みた。ミードは敵状報告を受けており、リー軍はミードのポトマック軍の半分の勢力であり、しかもクラーク山を間にして2つに分かれており、2つの側面は30マイル (48 km)以上離れたマインランとリバティミルズにあった。ミードの作戦はJ・E・B・スチュアート少将騎兵隊の遮蔽を潜る地点でラピダン川を渉り、敵の右翼（リチャード・イーウェル中将の軍団）を圧倒し、続いて残り（A・P・ヒル中将の軍団）を叩こうというものだった。
その年早くにほとんど同じ戦場で戦ったチャンセラーズヴィルの戦いの時のジョセフ・フッカー少将の作戦とは異なり、ミードは陽動作戦を使わなかった。全軍で電撃的な攻撃を敢行しようとした。ポトマック軍は11月25日に出発し、その動きを南軍の視界から遮るクラーク山の霧に助けられて良いスタートとなった。しかし、ウィリアム・H・フレンチ少将の第3軍団がジェイコブ浅瀬で川の泥に嵌りこんでしまい、他の部隊が渉ろうとしているジャーマンナ浅瀬に大砲を運んだ時に渋滞を生じさせてしまった。

## 戦闘
ミード軍のスピードが無くなってしまい、フレンチに怒りが集中した。リーの方は反応する時間ができた。イーウェルの第２軍団を指揮していたジュバル・アーリー少将に命じてオレンジ・ターンパイクを東に向かわせ、ペインの農園近くでフレンチ軍の進軍に対抗させた。フレンチ軍団のジョセフ・B・カー准将の師団が2度攻撃を掛けた。南軍のエドワード・"アレゲニー"・ジョンソンの師団が反撃したが、激しい放火と地の利の悪さで追い散らされた。
暗くなってから、リーはマインラン沿いの用意された防御陣地に退いた。翌日、北軍は南軍の陣地に接近した。ミードは激しい砲撃を加えた後で、南のガバヌーア・ウォーレン少将に攻撃させ、その1時間後に北のジョン・セジウィック少将に攻撃させようと考えた。リーは、その前日にウェイド・ハンプトン少将の騎兵隊が発見した北軍戦線で孤立している左翼につけこむ攻撃を12月2日に行おうと計画した。北軍の砲撃は計画通りに始まったが、主攻撃は実現しなかった。ミードは南軍の防御陣が攻撃するには強すぎると判断し12月1日から2日に掛けての夜に退却し、秋の方面作戦を終わらせた。ウォーレンは攻撃を止めさせることに功があったとされている。リーは攻撃する相手が居なくなったことで悔しがった。

## 戦いの後
ポトマック軍はバージニア州ブランディ・ステーションで冬季宿営に入った。マインランはミードにとって、翌年春にユリシーズ・グラントが総司令官として到着する前の最後の戦略的攻撃を企画する機会だった。リーも決着が付かなかったことを悔やんだ。リーは、「私はこの軍を指揮するには老い過ぎた。我々はあいつ等を逃がすべきではなかった。」と言ったと言われている。南軍のチャンセラーズヴィルでの勝利をまた得ようという望みは砕けてしまった。